# カール・レーヴィヒ

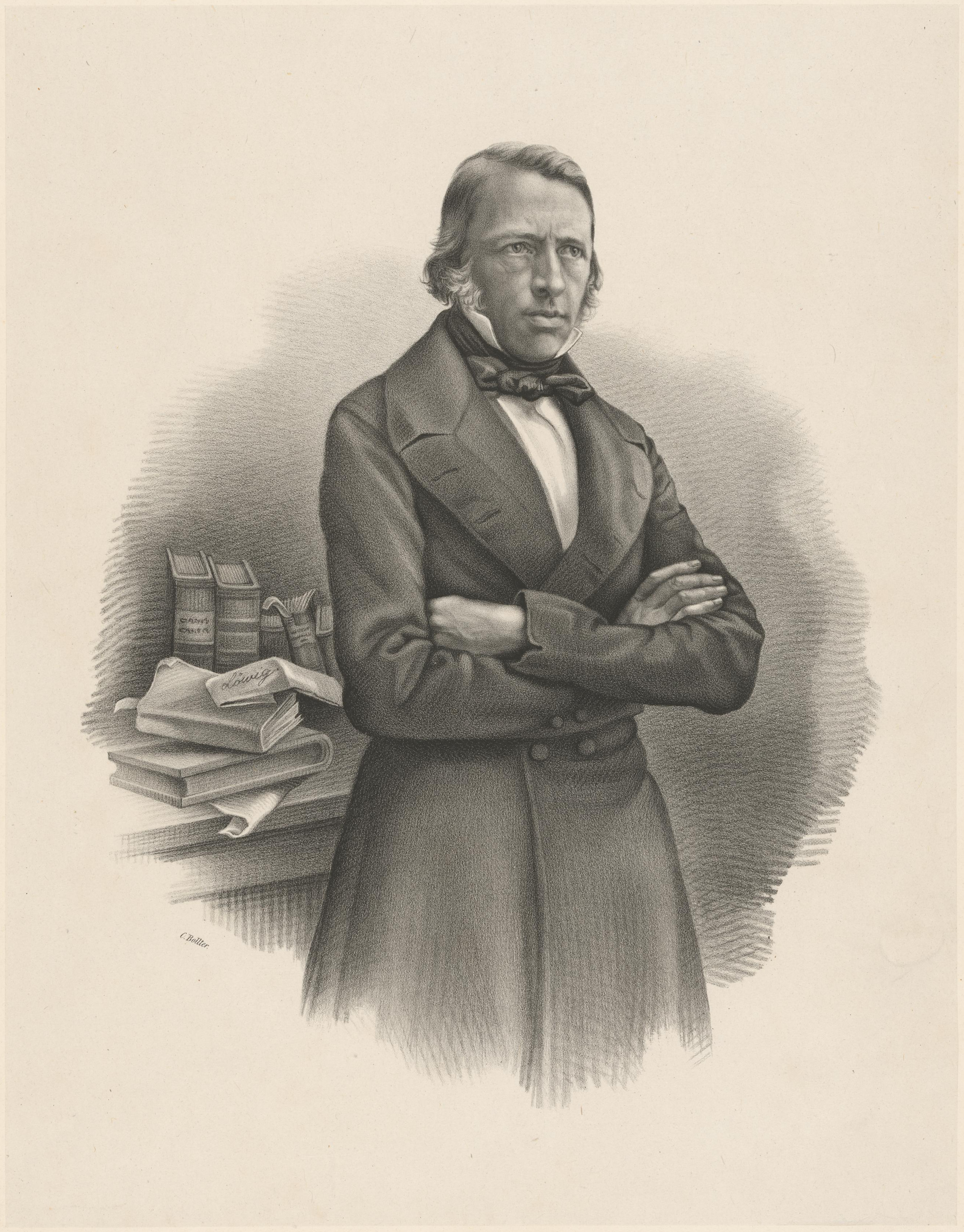
カール・レーヴィヒ

カール・ヤコブ・レーヴィヒ（Carl Jacob Löwig, 1803年3月17日 – 1890年3月27日）は、ドイツの化学者。バート・クロイツナハ出身。
レオポルト・グメリンの弟子で、ハイデルベルク大学、チューリッヒ大学の教授を務め、1857年からはブレスラウ大学でロベルト・ブンゼンの後任となった。
1826年頃アントワーヌ・バラールとは独立に臭素を発見していたことで知られる。エドワード・フランクランドとともに、有機スズ化合物や有機鉛化合物などの有機金属化学を興した化学者の1人である。また、シレジアの化学工業の発展にも寄与した。
1890年3月27日、ブレスラウで死去。87歳没。